# Mark Kelly (aktor)
Mark Joseph Kelly (ur. 12 kwietnia 1973 w Portsmouth) – amerykański aktor, reżyser, scenarzysta. Twórca filmu We Are the World: Inside the World z 2005 roku. W 2012 roku wystąpił w filmie The Do-Deca-Pentathlon.